# AKB チーム8のブンブン!エイト大放送
『AKB チーム8のブンブン!エイト大放送』（エーケービー チームエイトのブンブン エイトだいほうそう）は、日本テレビで2017年1月28日（1月27日深夜）から4月1日（3月31日深夜）まで放送されていたバラエティ番組である。番組のロゴマークの表記は『AKB48・Team8のブンブン!エイト大放送!』となっている。
AKB48 Team 8の地上波初冠番組。番組MCのオードリーとTeam 8選抜メンバーによるコント、トークを中心に構成される。オードリーは当番組でアイドル番組の司会を初担当し、さらにコントにも挑戦した。

## 出演者
AKB48 Team 8
- 大西桃香、太田奈緒、岡部麟、小栗有以、小田えりな、行天優莉奈、倉野尾成美、坂口渚沙、佐藤朱、佐藤栞、佐藤七海、下尾みう、清水麻璃亜、高岡薫、髙橋彩音、谷川聖、谷口もか、長久玲奈、中野郁海、永野芹佳、橋本陽菜、服部有菜、濱咲友菜、濵松里緒菜、早坂つむぎ、左伴彩佳、人見古都音、福地礼奈、本田仁美、宮里莉羅、舞木香純、山田菜々美、山本瑠香、横道侑里、横山結衣、吉川七瀬

MC
- オードリー（若林正恭、春日俊彰）

そのほかの出演者
- 中川パラダイス（ウーマンラッシュアワー） - 第8回放送分のエンディングにAKB48メンバーとチーム8との対決を提案[2]。

## 放送日程
| 回 | 放送日         | スタジオ企画 | なつかしブンブンソング                                 | 歌唱メンバー | スタジオコント                    | スタジオコント                                                 |
| 回 | 放送日         | スタジオ企画 | なつかしブンブンソング                                 | 歌唱メンバー | コント                            | 出演者                                                         |
| -- | -------------- | --- | ------------------------------------------------------ | --- | --------------------------------- | -------------------------------------------------------------- |
| 1  | 2017年 1月28日 | 私を推してくださ〜い（太田奈緒、佐藤七海、本田仁美、横山結衣） 絶対にかかる!ムチャぶり催眠術師（岡部麟、小田えりな、小栗有以、倉野尾成美、中野郁海）                                                            | 「暑中お見舞い申し上げます」キャンディーズ             | 小栗有以、坂口渚沙、倉野尾成美 | 「アゲアゲ店員なちょぱ」          | オードリー、佐藤七海、長久玲奈、吉川七瀬                       |
| 2  | 2月4日         | 私を推してくださ〜い（岡部麟、長久玲奈、中野郁海） 推しメンを救え!ザ・推し相撲 | 「ペッパー警部」ピンク・レディー                       | 本田仁美、横山結衣 | 「目指せ!カスガール」             | オードリー、大西桃香、中野郁海、佐藤栞                         |
| 3  | 2月11日        | 絶対に負けたくない!自分のライバルを発表（歌田初夏、小田えりな、中野郁海、本田仁美、宮里莉羅、横山結衣） 一発芸で絶対に笑わない姫を笑わせられるか?（坂口渚沙、谷優里、中野郁海、濵咲友菜、早坂つむぎ、本田仁美） | 「バレンタイン・キッス」国生さゆりwithおニャン子クラブ | 下尾みう、中野郁海、人見古都音 | 「ぴこ&ゆうちぇる」               | オードリー、坂口渚沙、本田仁美、横山結衣                       |
| 4  | 2月18日        | 推し力を見せろ!ブンブンジェスチャー（小栗有以、坂口渚沙） 私を推してくださ〜い（歌田初夏、小栗有以、坂口渚沙、下尾みう、中野郁海、濵咲友菜、早坂つむぎ、人見古都音、吉川七瀬）                                  | 「青い珊瑚礁」松田聖子                                 | 小田えりな | 「フォークシンガーうしろむき」    | オードリー、小栗有以、長久玲奈、濵咲友菜                       |
| 5  | 2月25日        | 私を推してくださ〜い（阿部芽唯、小栗有以、小田えりな、倉野尾成美、中野郁海、山田菜々美、横道侑里） 名探偵ユイナン（小田えりな、小栗有以、谷川聖、永野芹佳、横道侑里、吉川七瀬、山田菜々美）                     | 「淋しい熱帯魚」Wink                                   | 阿部芽唯、早坂つむぎ | 「お手伝いロボットなるボちゃん」  | オードリー、倉野尾成美、永野芹佳                               |
| 6  | 3月4日         | 私を推してくださ〜い（谷川聖、中野郁海、永野芹佳、早坂つむぎ、山田菜々美、横道侑里、吉川七瀬） メンバーの魅力を当てろ!ブンブンクイズ（小田えりな、小栗有以、谷川聖、山田菜々美）                                | 「DESIRE -情熱-」中森明菜                              | 山田菜々美 | 「アニー ブンブンオーディション」 | オードリー、岡部麟、横道侑里、吉川七瀬                         |
| 7  | 3月11日        | 私を推してくださ〜い（阿部芽唯、坂口渚沙、長久玲奈、服部有菜、早坂つむぎ、左伴彩佳、福地礼奈、本田仁美、山田菜々美） 絶対にかかる!ムチャぶり催眠術師（小田えりな、倉野尾成美、清水麻璃亜、山田菜々美）          | 「1986年のマリリン」本田美奈子.                        | 岡部麟 | 「爆走戦隊ブンブンジャー」        | オードリー、小栗有以、坂口渚沙、長久玲奈、山田菜々美、山本瑠香 |
| 8  | 3月18日        | 私を推してくださ〜い（太田奈緒、小田えりな、小栗有以、坂口渚沙、清水麻璃亜、髙橋彩音、早坂つむぎ、左伴彩佳、本田仁美、山田菜々美） ファン参加企画利き推しメン（髙橋彩音、倉野尾成美）                           | 「なごり雪」イルカ                                     | 長久玲奈 | 「新作スマホ・ヒィフォン」        | オードリー、太田奈緒、本田仁美                                 |
| 9  | 3月25日        | 結成3年で身につけたアイドルテクニック（小田えりな、濵松里緒菜、本田仁美、谷口もか、吉川七瀬） メンバーへ思いを届けろ!ブンブンシャウト（太田奈緒、坂口渚沙）                                                     | 「私がオバさんになっても」森高千里                     | 倉野尾成美 | 「名探偵ユイナン」                | オードリー、小栗有以、岡部麟、長久玲奈、吉川七瀬               |
| 10 | 4月1日         | ブンブン総選挙 叫ぶ!アイドルの主張 | 「じゃあね」おニャン子クラブ                           | 太田奈緒、岡部麟、小栗有以、小田えりな、行天優莉奈 倉野尾成美、坂口渚沙、佐藤朱、佐藤七海、谷口もか 長久玲奈、中野郁海、永野芹佳、濵松里緒菜、早坂つむぎ 本田仁美、舞木香純、山田菜々美、横道侑里、吉川七瀬、 | -                                 | -                                                              |

## スタッフ
- 企画プロデュース：秋元康
- ナレーター：深川和征
- 構成：三田卓人、佐藤満春、佐川美隆
- TM：木村博靖
- SW：村上和正
- CAM：早川智晃
- MIX：白水英国
- VE：牛山敏彦
- 照明：佐野広之
- 編集：宮島洋介、平池優太
- MA：志村武浩
- 音効：澤田崇
- 美術プロデューサー：大川明子
- 美術デザイン：大住啓介
- 大道具：永瀬雅俊、今泉寿浩
- 小道具：大久保俊彦
- 電飾：佐山直也、冨田仁
- 衣装：栗田佐智子
- 持ち道具：上田薫
- メイク：奥松かつら
- スタイリスト：福田幸生
- ダンス指導：Miko
- 技術協力：NiTRO、ヌーベルバーグ、ヌーベルアージュ
- 美術協力：日本テレビアート
- 協力：AKS
- TK：石島加奈子
- デスク：阿部みづき
- Hulu：中村好佑
- 宣伝：荒井智美
- AD：小林直機、田邊恒平、中村智美
- ディレクター：波多野俊介、今泉哲也、山本祥太
- 演出：岩本雅直
- コンテンツプロデューサー：毛利忍
- プロデューサー：稲毛弘之、小泉浩之、菅原めぐみ
- 制作：八木元
- 制作協力：SION
- 企画制作：日テレ
- 製作著作：HJホールディングス